# Schlüter (cràter)
Schlüter és un cràter d'impacte que es troba prop del terminador occidental de la cara visible de la Lluna. Se situa en el costat nord-oest dels Montes Cordillera, el sistema muntanyenc que envolta la Mare Orientale. Gairebé unit a la vora oriental apareix el cràter Hartwig, molt danyat.

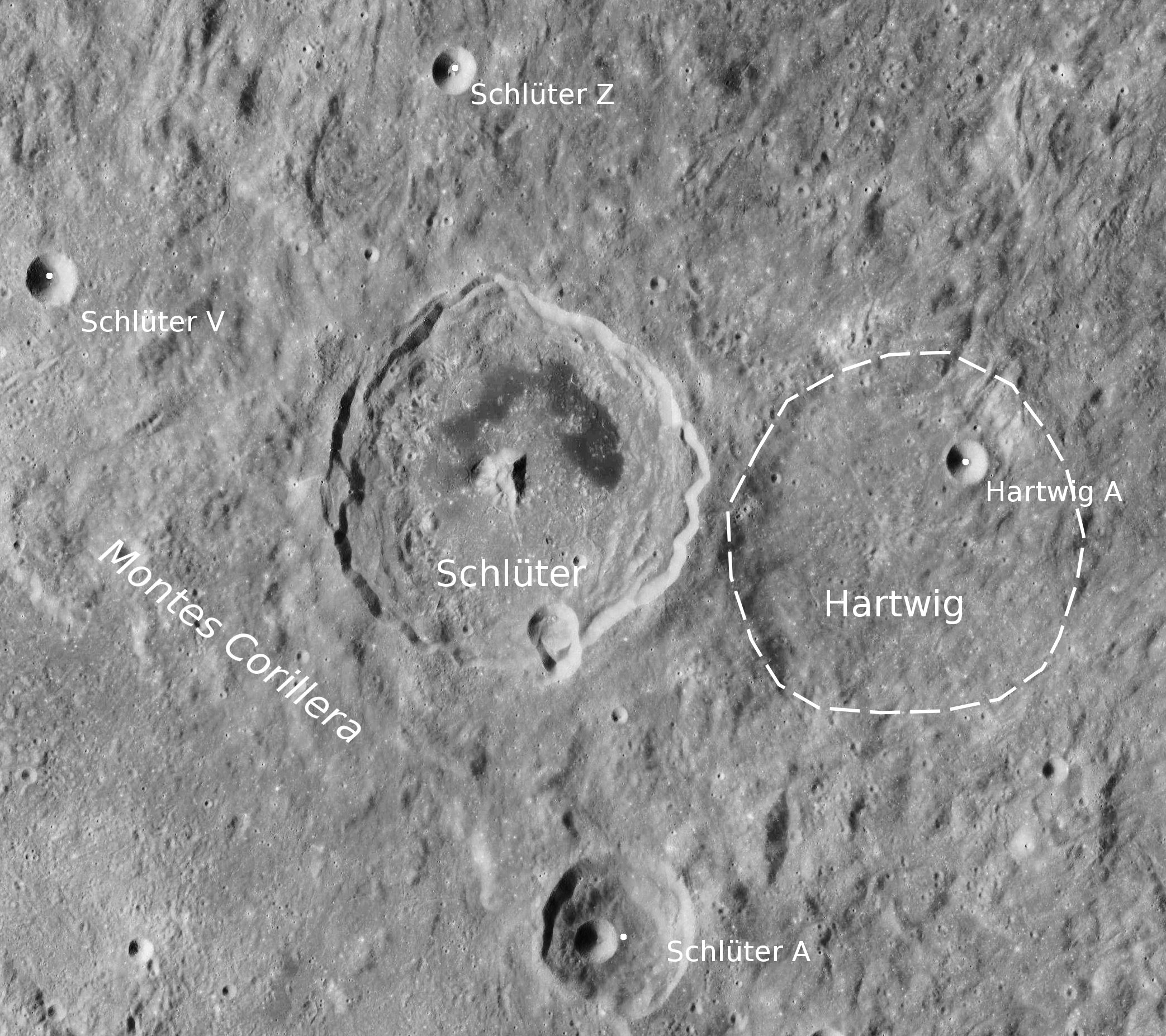
Entorn d'Schlüter. Fotografia de la missió Lunar Reconnaissance Orbiter

El cràter té una vora exterior irregular que és aproximadament circular, amb petites protuberàncies cap al nord i el sud-est. La primera secció mostra sectors desplomats en la paret interior. El bord sud conté un petit cràter doble que s'estén a través de la paret interior. El brocal no apareix significativament erosionat, i conté un sistema d'acumulaments terraplenats en els costats interns.
El sòl interior presenta una zona corba de material de baix albedo en la paret interior del sector nord, que gairebé iguala l'ombra fosca del Lacus Autumni al sud dels Montes Cordillera. La resta del sòl té el mateix albedo que el terreny circumdant. En el punt mitjà del sòl es localitza un pic central, que consisteix en una cresta allargada amb la dimensió més llarga alineada en adreça nord. Una prima esquerda apareix prop de la paret interior del nord-oest.

## Cràters satèl·lit

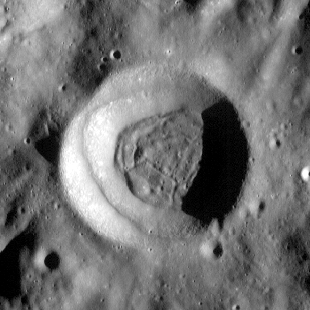
Cràter satèl·lit Schlüter X (imatge LRO)

Per convenció aquests elements són identificats en els mapes lunars posant la lletra en el costat del punt central del cràter que està més prop de Schlüter.
|          | \| Schlüter \| Coordenades \| Diàmetre \| \| -------- \| ---------------------------------- \| -------- \| \| A \| 9° 12′ S, 82° 24′ O / 9.2°S,82.4°O \| 37 km \| \| P \| 0° 06′ N, 85° 06′ O / 0.1°N,85.1°O \| 20 km \| \| S \| 7° 54′ S, 89° 54′ O / 7.9°S,89.9°O \| 13 km \| \| U \| 5° 00′ S, 89° 54′ O / 5.0°S,89.9°O \| 10 km \| \| V \| 4° 24′ S, 86° 48′ O / 4.4°S,86.8°O \| 12 km \| \| X \| 1° 12′ N, 88° 12′ O / 1.2°N,88.2°O \| 13 km \| \| Z \| 2° 48′ S, 83° 42′ O / 2.8°S,83.7°O \| 11 km \| |          |
| Schlüter | Coordenades | Diàmetre |
| A        | 9° 12′ S, 82° 24′ O / 9.2°S,82.4°O | 37 km    |
| P        | 0° 06′ N, 85° 06′ O / 0.1°N,85.1°O | 20 km    |
| S        | 7° 54′ S, 89° 54′ O / 7.9°S,89.9°O | 13 km    |
| U        | 5° 00′ S, 89° 54′ O / 5.0°S,89.9°O | 10 km    |
| V        | 4° 24′ S, 86° 48′ O / 4.4°S,86.8°O | 12 km    |
| X        | 1° 12′ N, 88° 12′ O / 1.2°N,88.2°O | 13 km    |
| Z        | 2° 48′ S, 83° 42′ O / 2.8°S,83.7°O | 11 km    |